# Google Play Musique
Chronologie des versions
YouTube Music
Google Podcasts
Google Play Musique (en anglais : Google Play Music) était un service de streaming, podcast et une application mobile de musique proposé par Google, lancé le 16 novembre 2011 et disponible dans 63 pays sur Android et iOS. En août 2020, Google a annoncé la fermeture progressive du service au profit de YouTube Music et Google Podcasts, cessant définitivement son activité en octobre 2020,.
Les utilisateurs standards pouvaient télécharger et écouter gratuitement jusqu'à 50 000 chansons de leur bibliothèque personnelle. Un abonnement payant à Google Play Musique confèrait aux utilisateurs un accès à la demande à n'importe quelle chanson du catalogue musical, ainsi qu'un accès à YouTube Music Premium. Les utilisateurs pouvaient aussi acheter de la musique directement depuis le Google Play Store. En plus de permettre le streaming sur les appareils connectés à Internet, l'application mobile de Google Play Musique permettait de stocker et d'écouter de la musique en étant hors-ligne.

## Fonctionnalités

### Comptes standard
Google Play Musique offre à tous les utilisateurs le stockage gratuit de 50 000 fichiers,. Le service scanne la collection de l'utilisateur et fait correspondre ses titres à ceux du catalogue de Google, qui peuvent ensuite être diffusés ou téléchargés en qualité jusqu'à 320 kbit/s. Tous les fichiers qui n'ont pas de correspondance sont téléversés sur les serveurs de Google pour être diffusés en streaming ou téléchargés à nouveau. Les morceaux achetées sur la boutique Google Play Store ne sont pas prises en compte dans la limite des 50 000 téléversements. Les utilisateurs peuvent ensuite écouter ces chansons grâce au lecteur web et à l'application mobile.
Parmi les formats de fichiers pris en charge pour le téléchargement figurent les suivants : MP3, AAC, WMA, FLAC, Ogg et ALAC. Les fichiers d'un format autre que MP3 sont convertis en MP3, et sont limités à une taille maximum de 300 Mo après conversion.
Les chansons peuvent être téléchargés sur les applications mobiles pour une lecture hors-connexion, et sur les ordinateurs via le logiciel Music Manager.

Logo alternatif de Google Play Music

Les utilisateurs de la version standard situés aux États-Unis, au Canada et en Inde ont également accès à différentes stations de radio basées sur « une activité, [leur] humeur ou [leur] musique préférée ». Ces stations sont dotées de vidéos et de bannières publicitaires. Il est possible de passer jusqu'à six morceaux par heure en écoutant ces stations de radio.

### Comptes premium
Avec un abonnement payant au Google Play Musique Accès illimité, les utilisateurs ont accès au streaming de 40 millions de chansons à la demande et à la lecture de musique hors-connexion sur l'application mobile, sans publicité ni limite de sauts de piste. Les nouveaux utilisateurs peuvent bénéficier d'un essai gratuit de 30 jours de la version illimitée du service. Les abonnés payants ont aussi accès à YouTube Premium (qui comprend YouTube Music) dans les pays éligibles.

### Plates-formes
Sur ordinateur, les utilisateurs peuvent écouter leur musique à partir d'une section dédiée du site de Google Play.
Sur smartphone et tablette, la musique peut être écoutée via l'application mobile disponible sur Android et iOS. Cinq smartphones au maximum peuvent accéder à la bibliothèque musicale, et jusqu'à dix appareils au total. L'écoute est limitée à un seul appareil à la fois.

### Samsung Galaxy S8
En avril 2017, il a été révélé que le lecteur de musique par défaut du Samsung Galaxy S8 serait Google Play Musique, comme il l'avait été pour le S7, en 2016. Cependant, pour le S8, Samsung s'est associé à Google pour bénéficier de fonctions exclusives, y compris la possibilité de téléverser jusqu'à 100 000 titres, soit le double des 50 000 fichiers normalement alloués. Google a également déclaré qu'il développerait d'autres « fonctionnalités inédites dans Google Play Musique, uniquement pour les clients de Samsung ». En juin, la version Galaxy S8 de Google Play Musique s'est enrichie de la New Release Radio, une liste de lecture composée de nouvelles sorties, mise à jour quotidiennement et personnalisée en fonction des habitudes d'écoute de l'utilisateur. En juillet, cette playlist a été mise à la disposition de tous les utilisateurs, Google ayant fait remarquer dans un communiqué de presse que l'exclusivité sur les appareils Samsung faisait partie d'un « programme d'accès anticipé » à des fins de test et de retour d'information.

## Historique

### Présentation (2010-2011)
Google a pour la première fois évoqué la possibilité de lancer un service de streaming musical lors de l'édition 2010 de sa conférence Google I/O. Vic Gundotra, alors vice-président chargé des activités sociales de la société, y a présenté la section « Musique » du Google Play Store, alors appelé Android Market. Ce produit a officiellement été annoncé lors de la conférence I/O de l'année suivante, le 10 mai 2011, sous le nom de Music Beta. Initialement disponible sur invitation pour les résidents des États-Unis, il n'était doté que de fonctionnalités limitées : le service proposait uniquement son « casier à musique » permettant de stocker jusqu'à 20 000 fichiers. Aucun catalogue musical n'était disponible à cette période, Google n'ayant pas encore conclu d'accords avec les principales maisons de disques à l'époque.
Le 16 novembre 2011, à la suite de son annonce These Go to Eleven, Google a ouvert son service au public, aux États-Unis, sous le nom de Google Music. Plusieurs nouveautés y ont été présentées, comme un magasin de musique intégré à l'Android Market, le partage de musique via le réseau social Google+, des pages Artist Hub permettant aux musiciens d'auto-publier leurs œuvres. Au lancement, Google avait conclu des partenariats avec trois grands labels discographiques : Universal Music Group, EMI et Sony Music Entertainment, ainsi que d'autres plus petits labels - aucun accord n'avait par contre pu être conclu avec Warner Music Group. Au total, 13 millions de chansons étaient couverts par ces accords, dont 8 millions disponibles à la date de lancement. Plusieurs artistes tels que les Rolling Stones, Pearl Jam et Shakira ont sorti des titres inédits et des albums live gratuits pour accompagner le lancement du produit.

### Croissance progressive (2012-2017)
En janvier 2012, la possibilité de télécharger ses morceaux en MP3 320 kbit/s a été ajoutée à Google Music. Cette fonctionnalité était limitée à deux téléchargements par chanson via le lecteur web, et illimitée en passant par le Music Manager.
Selon un rapport de CNET de février 2012, les dirigeants de Google se sont montrés mécontents du taux d'adoption et des revenus de Google Music lors de ses trois premiers mois sur le marché. En mars 2012, la société rebaptise l'Android Market et sa suite de services en « Google Play », Google Music devenant ainsi « Google Play Musique ».
L'offre musicale du service se complète en octobre 2012, lorsque Google annonce qu'un accord a finalement été signé avec la Warner, qui mettrait à disposition son « catalogue musical entier ».
Lors de la conférence I/O de mai 2013, Google a présenté un nouveau service de streaming payant appelé All Access, intégré à Google Play Musique, permettant aux abonnés d'écouter à la demande n'importe quelle titre du catalogue Google Play Store, en plus de leur propre bibliothèque musicale. Cette fonctionnalité a été immédiatement déployée aux États-Unis, au prix de 9,99 $ par mois (7,99 $ par mois pour les utilisateurs s'inscrivant avant le 30 juin).
Google Play Musique a été l'une des quatre premières applications compatibles avec le lecteur multimédia Chromecast de Google, lancé en juillet 2013.
Une nouvelle fonctionnalité du nom de Listen Now a été ajoutée en octobre 2014, proposant des recommandations et des playlists adaptées à l'heure de la journée, et aux activités des utilisateurs. Cette fonction a été adaptée de la technologie de Songza, société acquise par Google plus tôt dans l'année.
Le 12 novembre 2014, YouTube, filiale de Google, a dévoilé Music Key, un nouveau service payant succédant à All Access et comprenant un abonnement à Google Play Musique, ainsi qu'un accès sans publicité à des vidéos musicales en streaming sur YouTube. Le service a par la suite été reconçu en tant que YouTube Red (devenu par la suite YouTube Premium) le 28 octobre 2015, étendant son offre pour offrir un accès sans publicité à toutes les vidéos de YouTube, et non plus seulement aux vidéos musicales, ainsi qu'à des contenus exclusifs produits en collaboration avec des producteurs et des personnalités de renom de YouTube.
En décembre 2015, Google a lancé une formule familiale Google Play Musique, qui donne un accès illimité à six membres de la famille pour 14,99 € par mois. Cette formule familiale n'est actuellement disponible qu'en Afrique du Sud, en Allemagne, en Australie, en Belgique, au Brésil, au Canada, au Chili, en Espagne, aux États-Unis, en France, en Irlande, en Italie, au Japon, au Mexique, en Norvège, en Nouvelle-Zélande, aux Pays-Bas, en République tchèque, au Royaume-Uni, en Russie et en Ukraine.
Google a annoncé en avril 2016 l'arrivée de Google Podcasts sur Google Play Musique. Le premier podcast inédit de la plate-forme, City Soundtracks, a été présenté en mars 2017, et consiste en « des interviews de divers musiciens sur la façon dont leur ville natale a influencé leur œuvre, y compris les personnes et les moments qui les ont marqués. »
En octobre 2016, Google a présenté son concept de haut-parleurs intelligents Google Home, qui intègre notamment Google Play Musique.

### Crépuscule (2018-2020)
En mai 2018, YouTube a annoncé une nouvelle version de YouTube Music, comportant un lecteur web et une application mobile revue, des recommandations dynamiques basées sur divers facteurs et l'utilisation de l'intelligence artificielle de Google pour rechercher des chansons en fonction des paroles et de leur description. YouTube Music a été offert aux abonnés de Google Play Musique dans le cadre de l'offre YouTube Premium. En juin 2018, Google a annoncé que YouTube Red serait remplacé par YouTube Premium, aux côtés de YouTube Music. Les utilisateurs abonnés à Google Play Musique aux États-Unis, en Australie, en Nouvelle-Zélande et au Mexique ont désormais accès à YouTube Premium, qui inclut YouTube Music Premium[citation nécessaire]. Les utilisateurs hors de ces quatre pays doivent quand même payer pour accéder aux fonctionnalités de YouTube Premium, mais ont accès gratuitement à YouTube Music Premium.
À la suite de ces lancements, Google a confirmé son intention de fermer Play Music et commence à proposer à ses abonnés de migrer vers YouTube Music. Depuis mai 2020, les utilisateurs peuvent transférer leurs bibliothèques musicales, leurs préférences personnelles et leurs playlists vers YouTube Music, ainsi que leurs abonnements et historique d'écoute de podcasts vers Google Podcasts.
En août 2020, Google a publié un calendrier détaillant la fermeture de son site, allant de la fin août à décembre, avec la suppression complète des données. Depuis la mi-août, le Music Manager ne permet plus de téléverser ni de télécharger ses fichiers. Il également devenu impossible d'acheter de la musique depuis le Google Play Store. Depuis octobre, le streaming musical n'est plus disponible dans le monde entier, et l'application et le site web Google Play Musique ont été fermés. En décembre, toutes les bibliothèques des utilisateurs sont supprimées.

## Disponibilité

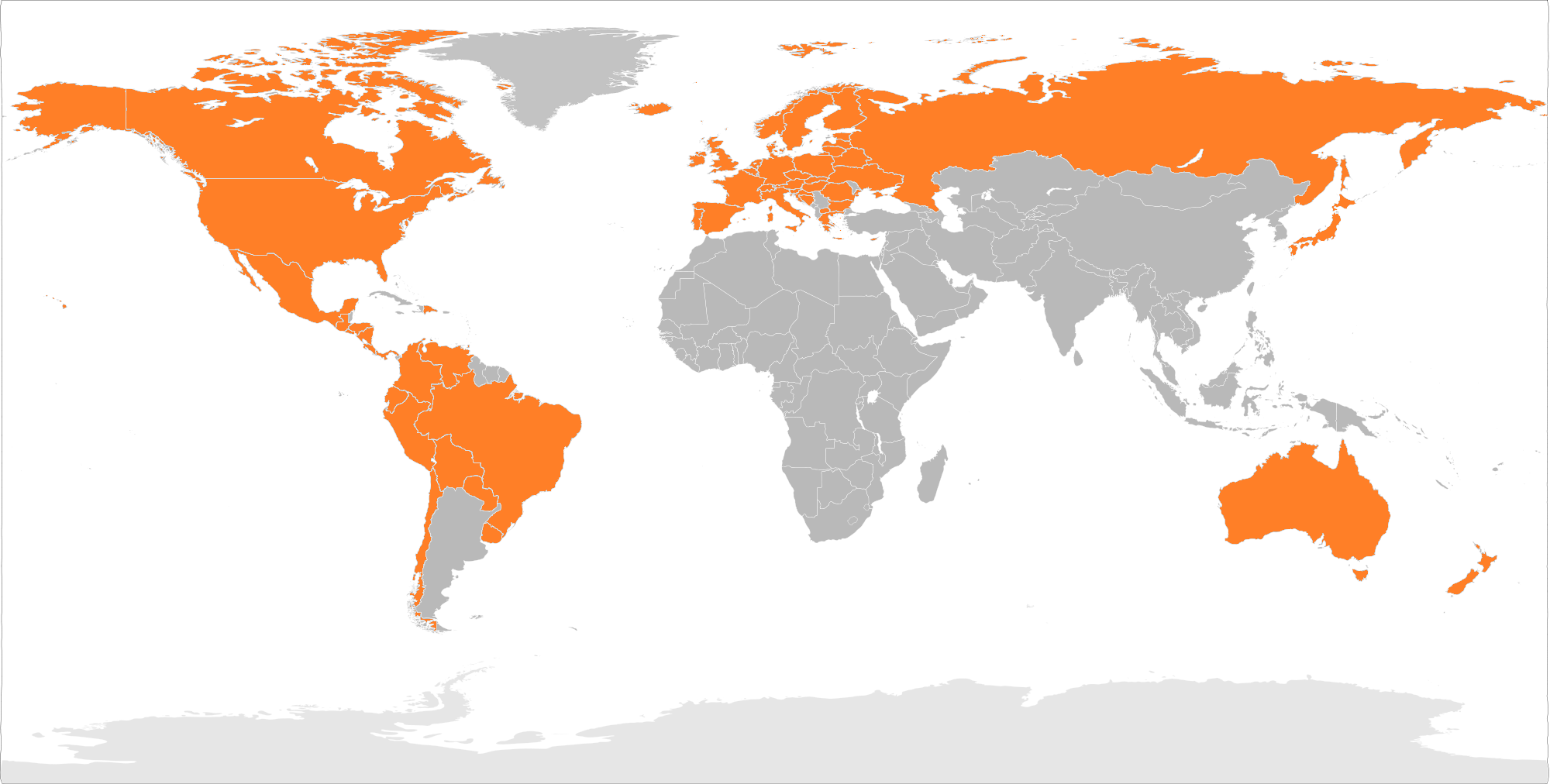
Carte indiquant la disponibilité de Google Play Musique par pays, avant l'interruption du service.

L'accès standard à Google Play Musique était disponible dans 63 pays avant l'interruption du service. Ces pays sont : Afrique du Sud, Allemagne, Argentine, Australie, Autriche, Belgique, Biélorussie, Bolivie, Bosnie-Herzégovine, Brésil, Bulgarie, Canada, Chili, Chypre, Colombie, Costa Rica, Croatie, Danemark, El Salvador, Équateur, Espagne, Estonie, États-Unis, Finlande, France, Grèce, Guatemala, Honduras, Hongrie, Irlande, Islande, Inde, Italie, Japon, Lettonie, Liechtenstein, Lituanie, Luxembourg, Macédoine, Malte, Mexique, Nicaragua, Norvège, Nouvelle-Zélande, Panama, Paraguay, Pays-Bas, Pérou, Pologne, Portugal, République dominicaine, République tchèque, Roumanie, Royaume-Uni, Russie, Serbie, Slovaquie, Slovénie, Suède, Suisse, Ukraine, Uruguay, Venezuela.
Les abonnements illimités sont disponibles dans les mêmes pays que les comptes standard.
Le catalogue musical a été mis à disposition au Royaume-Uni, en France, en Allemagne, en Italie et en Espagne en octobre 2012, en République tchèque, en Finlande, en Hongrie, au Liechtenstein, aux Pays-Bas, en Russie et en Suisse en septembre 2013, au Mexique en octobre 2013, en Allemagne en décembre 2013, en Grèce, en Norvège, en Suède et en Slovaquie en mars 2014, au Canada, en Pologne et au Danemark en mai 2014, en Bolivie, au Chili, en Colombie, au Costa Rica, au Pérou et en Ukraine en juillet 2014, en République dominicaine, en Équateur, au Guatemala, au Honduras, au Nicaragua, au Panama, au Paraguay, au Salvador et au Venezuela en août 2014, au Brésil et en Uruguay en septembre 2014, dans 13 nouveaux pays en novembre 2014, au Brésil en novembre 2014, en Argentine en juin 2015, au Japon en septembre 2015, en Afrique du Sud et en Serbie en décembre 2015, et en Inde en septembre 2016, où seul l'achat de musique était proposé. Le service d'abonnement All Access a été lancé en Inde en avril 2017.